# Кальман Іхас
Кальман Іхас (угор. Ihász Kálmán; 6 березня 1941, Будапешт — 31 січня 2019) — угорський футболіст, що грав на позиції захисника.
Виступав, зокрема, за клуб «Вашаш», а також національну збірну Угорщини.

## Клубна кар'єра
Футболом почав займатися в 1953 році в складі молодіжної команди «Вашаша», а в 1958 році дебютував у складі основної команди клубу в матчі проти «Халашадаша». Кольори цього клубу захищав протягом усієї своєї кар'єри гравця, що тривала цілих шістнадцять років. Більшість часу, проведеного у складі «Вашаша», був основним гравцем захисту команди. В 1961 році вперше в складі «Вашаша» став переможцем національного чемпіонату, в 1962 році команда захистила цей титул. Пізніше, в 1965 та 1966 роках, його команда знову стала переможцем угорського чемпіонату. Крім Іхаса, в 1974 році завершилипрофесіональну кар'єру ще й Кальман Мечоли та Янош Фаркаш.

## Виступи за збірну
24 червня 1962 року дебютував у складі національної збірної Угорщини в матчі проти Австрії, останній матч у футболці національної збірної зіграв 3 грудня 1969 року проти Чехословаччини. Протягом кар'єри у національній команді, яка тривала 8 років (з 1962 по 1969 роки), провів у формі головної команди країни 27 матчів. З 1963 по 1964 роки провів 16 матчів у складі олімпійської збірної Угорщини.
У складі збірної був учасником чемпіонату світу 1962 року у Чилі, чемпіонату Європи 1964 року в Іспанії, на якому команда здобула бронзові нагороди, футбольного турніру на Олімпійських іграх 1964 року у Токіо, здобувши того року титул олімпійського чемпіона, чемпіонату світу 1966 року в Англії.

## Після завершення кар'єри гравця
Після завершення кар'єри гравця працював тренером у коледжі фізичної культури, згодом отримав тренерський диплом (крім цього, мав диплом сертифікованого токаря), згодом залишив футболу. Пізніше торгував своїми виробами в магазині одягу. Активний член Клубу олімпійських чемпіонів, з 2007 року працював в Угорському олімпійському комітеті.

## Досягнення
- Чемпіонат Угорщини
  -  Чемпіон (4): 1960/61, 1961/62, 1965, 1966
  -  Бронзовий призер (4): 1968, 1970/71, 1972/73

- Кубок Угорщини
  -  Володар (1): 1972/73

- Кубок Мітропи
  -  Чемпіон (4): 1960, 1962, 1965, 1969/70
  -  Срібний призер (1): 1963
  -  Бронзовий призер (1): 1966

- Літні Олімпійські ігри
  -  Чемпіон (1): 1964

- Чемпіонат Європи
  -  Бронзовий призер (1): 1964

- Чемпіон Європи (U-18): 1960